# Garo Aida
 (mai 2021).
Si vous disposez d'ouvrages ou d'articles de référence ou si vous connaissez des sites web de qualité traitant du thème abordé ici, merci de compléter l'article en donnant les références utiles à sa vérifiabilité et en les liant à la section « Notes et références ».
Garo Aida (会田 我路, Aida Garo) (4 novembre 1949) est un photographe japonais largement connu pour ses travaux érotiques. Il travaille également pour la publicité et ses photographies se retrouvent dans les annonces commerciales de différentes entreprises japonaises, comme Fujitsu et Nippon Oil.

## Travaux
Des extraits des livres d'Aida Romansu, Romansu 2e partie et Hi ga gensou jipangu ~ Ten no maki montrant des femmes adultes nues, paraissent dans le numéro de novembre 1983 du magazine français Photo Reporter, dont une en couverture. Le numéro de juin 1986 de l'édition du magazine français  Photo consacré au Japon, contient une photo de couverture par Aida montrant trois jeunes Japonaises nues. Ses photos sont également publiées dans les années 1980 dans les éditions italienne, allemande et espagnole de Photo et dans le magazine français Newlook entre autres.
Durant les années 1990, Aida fait des photos érotiques de modèles adolescentes de plus et moins 18 ans. Parmi ses meilleurs modèles connues de cette période figurent Kaoru du Japon et beaucoup de jeunes Suédoises. Ces photographies sont généralement considérées comme de bon goût et de grande qualité. Beaucoup d'entre elles dévoilent une nudité partielle ou complète.
Aida photographie l'actrice Naomi Morinaga (en) de la série Uchuu Keiji Shaider (184), pour un livre intitulé W Face publié en 1994.
Dans les années 2000, il réalise des photographes érotiques de très jeunes modèles — chose tout à fait acceptable au Japon, mais mal perçue en Occident. Ces œuvres tardives ne sont pas des photographies de nus mais les images de modèles de vêtements de bain, vêtements de sport et d'uniformes scolaires. Les modèles sont âgées de 10 à 17 et répondent à l'attirance des Japonais pour les Lolita, faisant de ces photos des meilleures ventes en formats réguliers et e-book.
Aida a également publié plusieurs vidéos et DVD de sujets nues et non nues (nombreux sont les mêmes modèles qui ont posé pour ses photographies de nature morte).
Son modèle le plus populaire est une jeune fille de 13 ans du nom de Mao Kobayashi. Elle est apparue dans plusieurs albums et DVD, possède un site web et a fait plusieurs apparitions à la télévision. Aida a photographié Mao en kimono, en uniforme scolaire, en maillots de bain et autres costumes.
Parmi les autres modèles populaires âgées de moins de 15 ans qu'a photographié Aida figurent Saaya Irie (en) (12 ans), Asami Doi (13 ans), Sari Kiri (13 ans), Azusa Hibino (en) (14 ans) et Yuka Yamaguchi (14 ans).

## Albums
- Shōjo, Japan, Toen Mook, 1981
- Romansu, Tokyo, Japan, Take Shobo, 1981
- Romansu Part 2, Tokyo, Japan, Take Shobo, 1982
- Hi ga gensou jipangu ~ Ten no maki, Japan, Bamboo Mook, 1982
- W Face, Tokyo, Japan, Wanibooks, 1994
- Sweden Sex-Ton, Tokyo, Japan, Kaiohsha, 1994
- Sweden Sex-Ton 2, Tokyo, Japan, Kaiohsha, 1995
- Imouto, Tokyo, Japan, Kaiōsha, 1998
- The Photography of Alice in Wonderland, Japan, Bauhaus, 1999
- Kaoru Seventeen, Tokyo, Japan, Bunkasha, 1999
- Kaoru 2, Tokyo, Japan, Bunkasha, 2000
- Sotsugyou Sashin - Kaoru Private Collection, Tokyo, Japan, Bunkasha, 2002
- The European Fairy Tale, Tokyo, Japan, Bunkasha, 2003
- Saaya 11 sai, Tokyo, Japan, Bunkasha, 2005
- Mao 13 sai ~Houjun~, Tokyo, Japan, Bunkasha, 2006
- Mao 14 sai ~Oto~, Tokyo, Japan, Bunkasha, 2006